# Insalebria
Insalebria é um gênero de mariposa pertencente à família Crambidae.